# آرماند دروینا
آرماند دروینا (انگلیسی: Armand Drevina؛ زادهٔ ۳ فوریهٔ ۱۹۹۴) بازیکن فوتبال اهل آلمان است.
از باشگاه‌هایی که در آن بازی کرده‌است می‌توان به باشگاه فوتبال اوردینگن ۰۵ و باشگاه فوتبال آلمانیا آخن اشاره کرد.